# کوکاریی
کوکاریی (به انگلیسی: Kokarai) یک منطقهٔ مسکونی در پاکستان است که در خیبر پختونخوا واقع شده‌است.